# Film in 1986
Dit artikel gaat over de film in het jaar 1986.

## Succesvolste films
De tien films uit 1986 die het meest opbrachten.
| Rang | Titel                         | Distributeur       | Opbrengst wereldwijd |
| ---- | ----------------------------- | ------------------ | -------------------- |
| 1    | Top Gun                       | Paramount Pictures | $ 353.811.728        |
| 2    | Crocodile Dundee              | Paramount Pictures | $ 328.203.506        |
| 3    | Platoon                       | MGM                | $ 138.545.632        |
| 4    | Aliens                        | 20th Century Fox   | $ 131.060.248        |
| 5    | The Karate Kid Part II        | Columbia Pictures  | $ 115.103.979        |
| 6    | Star Trek IV: The Voyage Home | Paramount Pictures | $ 109.713.132        |
| 7    | Legal Eagles                  | Universal Pictures | $ 93.151.591         |
| 8    | Back to School                | MGM                | $ 91.258.000         |
| 9    | Een avontuur met een staartje | Universal Pictures | $ 84.542.002         |
| 10   | The Golden Child              | Paramount Pictures | $ 79.817.937         |

## Lijst van films
- 16 Days of Glory
- 3:15
- 52 Pick-Up
- 8 Million Ways to Die
- 9½ Weeks
- De aanslag
- Abel
- About Last Night...
- Absolute Beginners
- Adventures of American Rabbit
- The Adventures of Mark Twain
- Aliens
- Als in een roes
- Das Alte Ladakh
- American Anthem
- April Fool's Day
- Armed and Dangerous
- Armour of God
- As Summers Die
- Asterix en de Britten (Franse titel: Astérix chez les Bretons)
- At Close Range
- Avenging Force
- Een avontuur met een staartje (Engelse titel: An American Tail)
- Back to School
- Band of the Hand
- A Better Tomorrow (Kantonese titel: Ying hung boon sik)
- Betty Blue (Franse titel: 37°2 le matin)
- Big Trouble in Little China
- The Birthday Boy
- Blue City
- Blue Velvet
- The Boy in Blue
- The Boy Who Could Fly
- Brat Farrar
- The B.R.A.T. Patrol
- Il camorrista
- The Canterville Ghost
- Captain EO
- Castle in the Sky
- Charley
- Children of a Lesser God
- The Clan of the Cave Bear
- Club Paradise
- Cobra
- The Color of Money
- Convicted
- Crimes of the Heart
- Critters
- Crocodile Dundee
- Crossroads
- Deadly Friend
- Deadtime Stories
- Death of an Angel
- Le Déclin de l'empire américain
- Descente aux enfers
- The Delta Force
- Demoner
- Down and Out in Beverly Hills
- Ecstasy
- Every Time We Say Goodbye
- Exit-exil
- F/X
- Ferris Bueller's Day Off
- Firewalker
- Flight of the Navigator
- Flodder
- The Fly
- Frog Dreaming
- From Beyond
- Fugitive Alien
- Gardens of Stone
- Die Geduld der Rosa Luxemburg
- Ginger e Fred
- Gung Ho
- Het gezin van Paemel
- Half Moon Street
- Hannah and Her Sisters
- Heartbreak Ridge
- Heartburn
- Henry: Portrait of a Serial Killer
- Highlander
- The Hitcher
- Home of the Brave: A Film by Laurie Anderson
- Un homme et une femme, 20 ans déjà
- Hoosiers
- The Horse Thief
- House
- Howard the Duck
- In de schaduw van de overwinning
- Jason Lives: Friday the 13th Part VI
- Jean de Florette
- Jumpin' Jack Flash
- The Karate Kid Part II
- Killer Party
- Kin-dza-dza!
- King Kong Lives
- A la salida nos vemos
- L.A. Bad
- Labyrinth
- Lady Jane
- The Last Precinct
- Legal Eagles
- Little Shop of Horrors
- Lucas
- Luxo Jr.
- Mama is boos!
- The Manhattan Project
- Manhunter
- Manon des sources
- Matador
- Mighty Jack
- The Mission
- Mona Lisa
- The Money Pit
- The Morning After
- The Mosquito Coast
- Mr. Boogedy
- The Name of the Rose
- Night of the Creeps
- Ninja the Protector
- No Mercy
- Nothing in Common
- Het offer (Zweedse titel: Offret)
- Op hoop van zegen
- Otello
- Paniekzaaiers
- Peggy Sue Got Married
- Permanent Records
- Pirates
- Platoon
- Playing for Keeps
- Pobre mariposa
- Police Academy 3: Back in Training
- Poltergeist II: The Other Side
- Power
- Precious Images
- Pretty in Pink
- Psycho III
- Raiders of the Living Dead
- Raw Deal
- Regalo di Natale
- Return to Horror High
- River's Edge
- Robot Holocaust
- Rockabye
- 'Round Midnight
- Ruthless People
- Salvador
- Separate Vacations
- Sherman's March
- Something Wild
- SpaceCamp
- De Speurneuzen (Engelse titel: The Great Mouse Detective)
- Stand by Me
- Star Force: Fugitive Alien 2
- Star Trek IV: The Voyage Home
- Streets of Gold
- Stripper
- Swarg Se Sundar
- Sword of Gideon
- The Tale of the Bunny Picnic
- Tenue de soirée
- The Texas Chainsaw Massacre 2
- ¡Three Amigos!
- Top Gun
- Tough Guys
- The Transformers: The Movie
- Under the Cherry Moon
- Valhalla
- The Vindicator
- Wildcats
- Wise Guys
- De wisselwachter
- Witchboard
- The Wraith
- Youngblood
- The Zero Boys
- Zombie Nightmare

1870-1879 · 1880-1889 · 1890 · 1891 · 1892 · 1893 · 1894 · 1895 · 1896 · 1897 · 1898 · 1899 · 1900 · 1901 · 1902 · 1903 · 1904 · 1905 · 1906 · 1907 · 1908 · 1909 · 1910 · 1911 · 1912 · 1913 · 1914 · 1915 · 1916 · 1917 · 1918 · 1919 · 1920 · 1921 · 1922 · 1923 · 1924 · 1925 · 1926 · 1927 · 1928 · 1929 · 1930 · 1931 · 1932 · 1933 · 1934 · 1935 · 1936 · 1937 · 1938 · 1939 · 1940 · 1941 · 1942 · 1943 · 1944 · 1945 · 1946 · 1947 · 1948 · 1949 · 1950 · 1951 · 1952 · 1953 · 1954 · 1955 · 1956 · 1957 · 1958 · 1959 · 1960 · 1961 · 1962 · 1963 · 1964 · 1965 · 1966 · 1967 · 1968 · 1969 · 1970 · 1971 · 1972 · 1973 · 1974 · 1975 · 1976 · 1977 · 1978 · 1979 · 1980 · 1981 · 1982 · 1983 · 1984 · 1985 · 1986 · 1987 · 1988 · 1989 · 1990 · 1991 · 1992 · 1993 · 1994 · 1995 · 1996 · 1997 · 1998 · 1999 · 2000 · 2001 · 2002 · 2003 · 2004 · 2005 · 2006 · 2007 · 2008 · 2009 · 2010 · 2011 · 2012 · 2013 · 2014 · 2015 · 2016 · 2017 · 2018 · 2019 · 2020 · 2021 · 2022 · 2023 · 2024 · 2025